# Jürgen Werlitz
Jürgen Werlitz (* 9. Februar 1961 in Frankfurt am Main) ist deutscher Theologe und Hochschullehrer.

## Leben
Werlitz absolvierte sein Abitur am Gymnasium bei St. Anna in Augsburg. Es folgte ab 1982 ein Studium der Theologie an der Universität Augsburg. Sein Studium schloss er 1987 mit einem Diplom ab und promovierte 1991 mit Studien zur literarkritischen Methode. Gericht und Heil in Jes 7,1–17 und Jes 29,1–8. Für diese Arbeit wurde er 1991 mit dem Albertus-Magnus-Preis der Diözese Augsburg an der Katholisch-Theologischen Fakultät der Universität Augsburg ausgezeichnet. Bis 1998 arbeitete er dann als Wissenschaftlicher Mitarbeiter/Assistent am Lehrstuhl für Alttestamentliche Wissenschaft an der Katholisch-Theologischen Fakultät der Universität Augsburg. 1998 habilitierte er mit Redaktion und Komposition. Zur Rückfrage hinter die Endgestalt von Jes 40–55 und war für weitere vier Jahre Wissenschaftlicher Oberassistent, bevor er an der Universität Regensburg als Wissenschaftlicher Angestellter für die Einleitung in das Alte Testament am Lehrstuhl für Biblische Theologie und Hermeneutik, Altes Testament eingestellt wurde.
Inzwischen ist er als außerplanmäßiger Professor für Alttestamentliche Exegese wieder an der Universität Augsburg. Darüber hinaus ist er als Buchautor und Vortragsredner tätig und lehrt als Nachfolger des Alttestamentlers Otto Wahl als Gastprofessor an der Philosophisch-Theologischen Hochschule der Salesianer Don Boscos in Benediktbeuern.
Die Schwerpunkte seiner Arbeit liegen auf den Propheten der Hebräischen Bibel und den Apokryphen der Bibel.

## Werke (Auswahl)
- Studien zur literarkritischen Methode. Gericht und Heil in Jesaja 7,1–17 und 29,1–8 (= Beihefte zur Zeitschrift für die alttestamentliche Wissenschaft, Bd. 204). De Gruyter Berlin 1992. ISBN 3-1101-3488-8.
- Redaktion und Komposition. Zur Rückfrage hinter die Endgestalt von Jesaja 40–55 (= Bonner Biblische Beiträge, Bd. 122). Philo Verlag, Berlin 1999. ISBN 3-8257-0131-X (zugleich Habilitationsschrift, Universität Augsburg 1998).
- Die Bücher der Könige (= Neuer Stuttgarter Kommentar. Altes Testament, Bd. 8). Verlag Katholisches Bibelwerk, Stuttgart 2002. ISBN 3-460-07081-1.
- Das Geheimnis der heiligen Zahlen. Ein Schlüssel zu den Rätseln der Bibel. Pattloch-Verlag, München 2000. ISBN 3-629-00867-4.
  - Lizenzausgabe Fourierverlag, Wiesbaden 2003. ISBN 3-932412-29-X (2 Auflagen)
  - Lizenzausgabe Marixverlag, Wiesbaden 2004, ISBN 3-937715-35-5 (3 Auflagen).
- zusammen mit Katharina Ceming: Die Verbotenen Evangelien. Apokryphe Schriften. Pattloch-Verlag, Augsburg 1999. ISBN 3-629-00849-6.
  - Lizenzausgabe Marixverlag, Wiesbaden 2013. ISBN 978-3-86539-146-9 (EA Wiesbaden 2004, seither 12 Auflagen)
  - Lizenzausgabe Piper, München 2008. ISBN 978-3-492-25027-6 (Taschenbuchausgabe)